# Kurt Gimmi
Kurt Gimmi (Zurigo, 13 gennaio 1936 – Zurigo, 29 marzo 2003) è stato un ciclista su strada e pistard svizzero.
Professionista dal 1958 al 1964 vinse una edizione del Tour de Romandie e una tappa al Tour de France.

## Carriera
Corse prevalentemente in Svizzera ed in Italia. Ottenne numerosi piazzamenti nei primi dieci della classifica generale al Tour de Suisse, il migliore fu il secondo posto dietro il connazionale Alfred Rüegg nel 1960.
Membro stabile della compagine svizzera ai campionati del mondo partecipò a sei edizioni della rassegna iridata nella categoria professionisti.
Prese parte a tre edizioni del Giro d'Italia, senza mai giungere a conclusione, e ad altrettante edizioni del Tour de France portando a termine solo la prima partecipazione, nel 1960, nella quale vinse una tappa di montagna in solitaria.

## Palmarès
- 1957 (dilettanti)

Tour du Kaistenberg
- 1959 (Condor/Tricofilina-Coppi, quattro vittorie)

Annemasse-Bellegarde et retour
3ª tappa, 1ª semitappa Tour de Suisse (Wetzikon > Siebnen)
1ª tappa, 2ª semitappa Tour de Romandie (Fribourg > Martigny)
Classifica generale Tour de Romandie
- 1960 (Carpano, una vittoria)

11ª tappa Tour de France (Pau > Luchon)
- 1961 (Carpano, una vittoria)

5ª tappa Tour de Suisse (Varese > Saas-Fee)
- 1963 (Carpano, una vittoria)

5ª tappa Tour de Suisse (Intra > Les Diablerets)

### Altri successi
- 1954 (dilettanti)

Campionati svizzeri, Cronosquadre
- 1957 (dilettanti)

Campionati svizzeri per club, Cronosquadre
Criterium di Baden
Criterium di Ginavra
Criterium di Gränichen
Criterium di Arbon
- 1958 (Condor)

Criterium di Wetzikon
Criterium di Stalbio
- 1959 (Condor/Tricofilina-Coppi)

Criterium di Schönenwerd
- 1960 (Carpano)

Classifica a punti Tour de Suisse
- 1964 (Arif/Cynar/Carpano)

Criterium di Bulle

## Piazzamenti

### Grandi giri
- Tour de France

1960: 22º
1961: ritirato (alla 2ª tappa)
1963: ritirato (alla 14ª tappa)
- Giro d'Italia

1959: ritirato (alla ?ª tappa)
1961: ritirato (alla ?ª tappa)
1962: ritirato (alla 14ª tappa)

### Competizioni mondiali
- Campionati del mondo

Waregem 1957 - In linea dilettanti: 22º
Reims 1958 - In linea: ritirato
Karl-Marx-Stadt 1960 - In linea: 32º
Berna 1961 - In linea: 20º
Salò 1962 - In linea: 18º
Ronse 1963 - In linea: ritirato
Sallanches 1964 - In linea: ritirato